# ایل زعفرانلو
ایل زعفرانلو نام یکی از ایل‌های کُرد کرمانج ایران و ایلی کوچ‌نشین که به‌تازگی یکجانشین شده در استان آذربایجان غربی، خراسان رضوی و مناطقی از عراق و ترکیه است. برخی از مهم‌ترین ایل‌های زعفرانلو عبارتند از: باچوانلو، میلانلو، ورانلو، کاویانلو ،قهرمانلو و ... .

## سکونتگاه
این ایل در شمال خاوری شاهین‌دژ و روستاهای پیرامون، خراسان، و بخش‌هایی از ترکیه و عراق می‌نشینند. ولی در زمان سلجوقیان تنها در ترکیه و عراق بسر می‌برده‌اند. گفته می‌شود که خاستگاه اصلی آنها کردستان کشور عثمانی بود و این ایل پیش از کوچ، بخشی از ایل چَمُشگَزَک بود. شماری از این ایل در زمان صفویه به آذربایجان و شماری دیگر برای دفع یورش‌های ازبکان، به خراسان کوچ داده شدند.

### خراسان

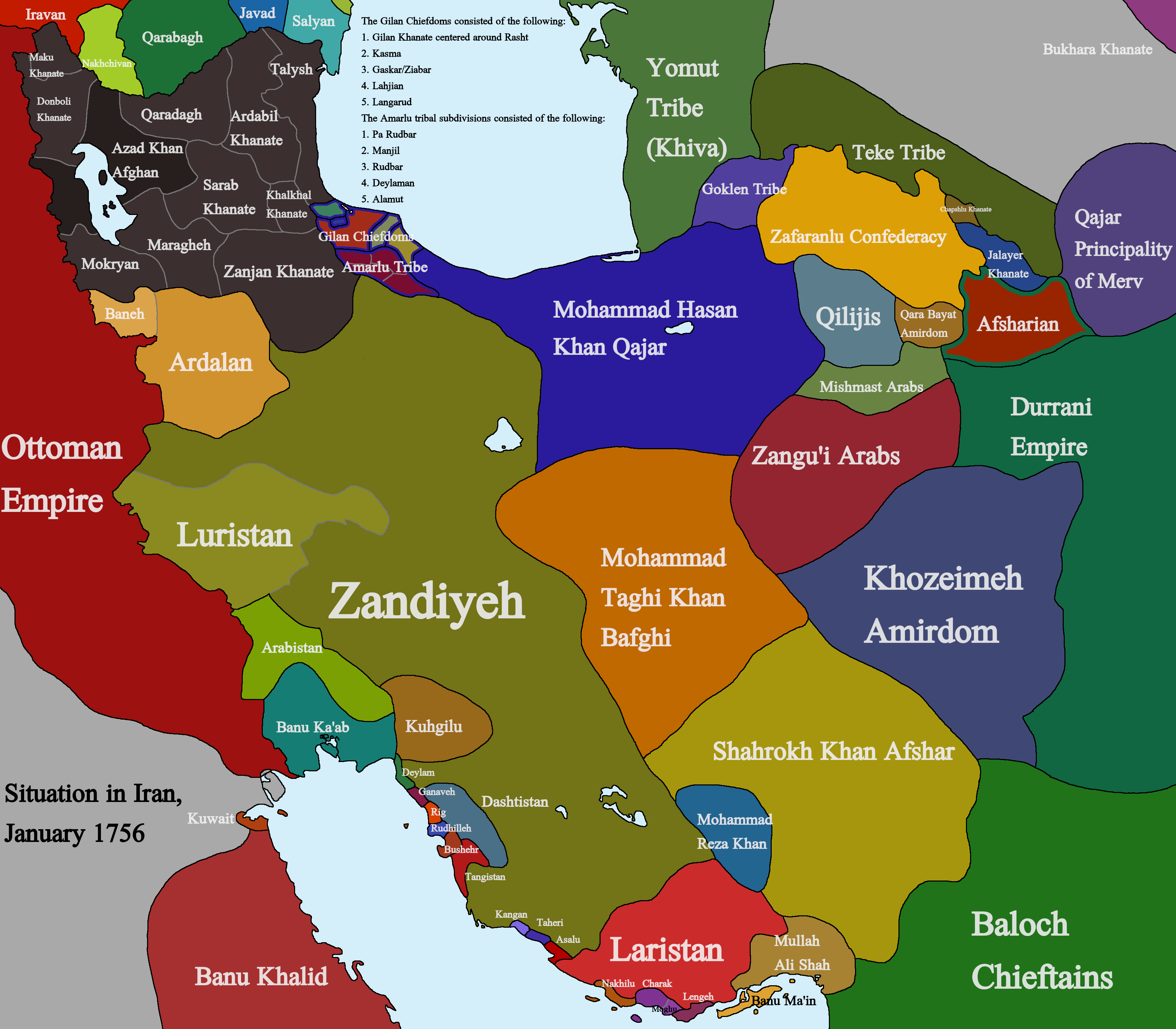
قلمرو زعفرانلو سال ۱۷۵۶ میلادی (برابر ۱۱۳۵ خورشیدی) در زمان محمدحسن‌خان قاجار

در گذشته بیشتر زعفرانلوهای خراسان کوچنده بودند و به‌تازگی در قوچان، درگز، کلات، فاروج، شیروان، بجنورد، چناران، مشهد و اسفراین ساکن هستند.

### آذربایجان
طایفه زاخورانی در شهرستان شاهین دژ استان آذربایجان غربی و در حدود هزار خانوار در روستاهای الی بالتا، کران، قزل قیه سفلی، قزل قیه وسطی، قزل قیه علیا، میراجل، اوزن سفلی، اوزان علیا، چپو، قوزلوی علیا، قوزلوی سفلی، کوسه ،دمیرچی، توپ آغاج، قالقانلو، احمدبیگ، آشتی بلاغ، قینرجه، و .... در شهرستان شاهین دژ به سر می‌برند. تیره‌های دیگری از این ایل در روستاهایی همچون قره‌گنای علیا ، قره گنای وسطی ، و قره گنای سفلی ، امیرآباد ، آغجه ریش ، و یاربلاغی و .... و ماهنشان زنجان( روستاهای چپر، انجمن ، قلعه چایی و ... ) نیز پراکنده اند.
تیره موصولانلو که به لهجه خاص خود تکلم دارند و در روستاهای قوزلجه، قره زاغ، اوتاقلو، قلعه قورینه، خانقلی، دولانقر، اوچ دره در شهرستان شاهین دژ، روستاهای آرپاچای، خضر گوران علیا (عربشاه) و روستاهای گویجه قلعه ، قزل قلعه موصلانلو پراکنده شدند. این تیره از ترکیه شهر باتمن به آذربایجان و مناطق شاهین دژ ، تکاب و چاراویماق مهاجرت نموده‌اند.
همچنین این تیره به ساپان یا یا ساپانلو نیز معروف است که دلیل انتساب آن این است که ییلاق آنها قبل از ورود به آذربایجان در دامنه کوه سیپان ( کوه سبحان در کشور ترکیه) واقع بود. 

### ترکیه
در شهرستان چمشگزک یا نواحی مرزی میان ترکیه، سوریه و عراق و پیرامون زندگی می‌کنند، قلمرو امرای چمشگزک در زمان رستم بیگ به اوج خودش میرسد به گونه‌ای که بدلیسی در کتاب شرف نامه تعداد قلعه‌های تحت حاکمیت چمشگزک‌ها را ۳۲ قلعه ذکر کرده است. دیر زعفران در استان ماردین یکی از این نواحی می‌تواند به‌شمار رود.
لهجه کرمانجهای علوی در نواحی آدی یامان ، ارزنجان و سیواس شباهت بسیار زیادی به لهجه زاخورانی شاهیندژ دارد و به احتمال زیاد خاستگاه اولیه زاخورانی ها این مناطق بوده است.

## زبان و مذهب
به زبان کردی کرمانجی تکلم میکنند و دارای مذهب شیعه و دوازده امامی‌اند که در ترکیه علوی خوانده می‌شوند.

## شخصیت ها
فرهاد خان توپکانلو
امیر توکل کامبوزیا
محمد‌حسین‌ خان زعفرانلو
امیر‌ گونه خان
رضا قلی خان
ممش خان
رشید خان

## جستار‌های وابسته
- چمشگزک
- استان تونج‌ایلی
- علوی‌گری
- عمارلو
- حاج رستم بیگ چمشگزگ
- ورانلو